# بی عشق هرگز
بی عشق هرگز فیلمی به کارگردانی ساموئل خاچیکیان و نویسندگی ساموئل خاچیکیان و احمد شاملو محصول سال ۱۳۴۵ است.

## تولید و نمایش
این فیلم که از محصولات استودیو میثاقیه است به وسیلهٔ ساموئل خاچیکیان کارگردانی و در تاریخ ۱۴ تیرماه ۱۳۴۵ در سینماهای آسیا، رکس، همای و رویال نمایش داده شد.

## بازیگران
- عبدالله بوتیمار
- عزیز اصلی
- آذر حکمت شعار
- آنیک شفرازیان
- مانوئل ماروتیان
- کاظم روشن‌ضمیر
- رضا شفیع
- شمسی فضل‌الهی
- دیانا
- سید محسن وزیری
- جلال پیشوائیان
- فرامرز
- شیوا
- نرسی گرگیا